# دومینیک اشناپر
دومینیک اشناپر (به فرانسوی: Dominique Schnapper) (زاده ۹ نوامبر ۱۹۳۴) جامعه‌شناس و دانشمند علوم سیاسی فرانسه است.

## زندگی‌نامه
دومینیک اشناپر دختر ریمون آرون (۱۴ مارس ۱۹۰۵–۱۷ اکتبر ۱۹۸۳) روشنفکر، نویسنده و جامعه‌شناس فرانسوی، و سوزان آرون و همسر آنتوان اشناپر (۱۰ جولای ۱۹۳۳–۲۹ اگوست ۲۰۰۴) بود و از وی سه فرزند دارد: لور، آلن و پائولین.

## تحصیل
- دیپلم از مؤسسه مطالعات سیاسی پاریس، ۱۹۵۷
- دکترای جامعه‌شناسی از دانشکده ادبیات پاریس، ۱۹۶۷
- دکترای ادبیات از دانشگاه دکارت پاریس، ۱۹۷۹
- در حال تحصیل در زمینه تاریخ و علوم سیاسی در مؤسسه مطالعات سیاسی پاریس.

## شغل
دومینیک اشناپر پژوهشگر و استاد جامعه‌شناسی است. مطالعات او عمدتاً در حوزه جامعه‌شناسی تاریخی است. پژوهش‌هایش از اقلیت‌ها و مسایل مربوط به کار و بیکاری گرفته تا موارد دیگری همچون جامعه‌شناسی شهری و از دهه ۱۹۹۰ نیز مفاهیم شهروندی و ملت‌ها را شامل می‌شود.
- از ۱۹۸۰ استاد و مدیر مطالعات مدرسه عالی مطالعات علوم اجتماعی (EHESS) است.
- عضو کمیسیون ملیت، ۱۹۸۷
- عضو کمیسیون، ۲۰۰۰
- کمیسیون برنامه‌ریزی عمومی، ۱۹۸۹
- عضو کمیسیون مواد مخدر هانریون، ۱۹۹۴
- عضو کمیته راهبری انجمن جامعه‌شناسی فرانسه، ۱۹۹۱–۱۹۹۵
- عضو کمیسیون آموزش فاروکس، ۱۹۹۵–۱۹۹۶
- رئیس انجمن جامعه‌شناسی فرانسه، ۱۹۹۵–۱۹۹۹
- رئیس موزه هنر و تاریخ یهودیت[۳] و رئیس مؤسسه مطالعات پیشرفته در پاریس بود.
- او از ۹ فوریه ۲۰۱۶ تا ژانویه ۲۰۱۹[۴] از سوی رئیس شورای علمی دانشگاه، هیئت بین وزارتی برای مبارزه با نژادپرستی و یهودستیزی بود.[۵]
- در دسامبر ۲۰۱۷، وزیر آموزش ملی ژان میشل بلانکور او را به عنوان رئیس شورای بزرگان سکولاریسم منصوب کرد.[۶] در ۸ ژانویه ۲۰۱۸ به عنوان مسئول شفاف‌سازی جایگاه مؤسسه آموزشی از نظر سکولاریسم نصب شد.[۷]

## عضویت در شورای قانون اساسی
دومینیک اشناپر از ۱۲ مارس ۲۰۰۱ تا تا ۱۲ مارس ۲۰۱۰ عضو شورای قانون اساسی فرانسه بود.

## تقدیر و جایزه‌ها
- شوالیه دارنده نشان لژیون دونور بالاترین نشان افتخار فرانسه
- دارندهٔ نشان هنر و ادب فرانسه
- دارندهٔ نشان ملی لیاقت فرانسه
- جایزه مجمع ملی برای «جامعه شهروندان» پاریس: گالیمار در ۱۹۹۴
- برنده جایزه بنیاد بالزان برای جامعه‌شناسی در ۲۰۰۲
- جایزه کتاب «ادغام چیست؟» در ۲۰۰۷
- جایزه کتاب «ضد نژادپرستی» در ۲۰۱۱
- جایزه کتاب «قدرتمند و شکننده، شرکت در دموکراسی» با آلن اشناپر، پاریس: اودیل ژاکوب در ۲۰۲۰